# Ernst von Siemens Musikpreis
Der Ernst von Siemens Musikpreis (kurz auch Siemens-Musikpreis) ist ein jährlich vergebener internationaler Musikpreis. Er ehrt das Lebenswerk von Komponisten, Interpreten oder Musikwissenschaftlern, die für das internationale Musikleben Hervorragendes geleistet haben. Der Hauptpreis ist mit 250.000 Euro dotiert. Er wird gelegentlich als „Nobelpreis der Musik“ bezeichnet. Neben dem Hauptpreis werden seit 1990 noch drei Förderpreise für Komposition (je 35.000 Euro) vergeben sowie seit 2020 zwei Förderpreise für junge Ensembles (jeweils bis zu 75.000 Euro).
Der Musikpreis wird von der Bayerischen Akademie der schönen Künste im Auftrag der Ernst von Siemens Musikstiftung vergeben. Der Name erinnert an den Stifter, den Industriellen und Kunstmäzen Ernst von Siemens (1903–1990). Der Preis wurde im Dezember 1972 gestiftet und 1974 erstmals verliehen.

## Preisträger

### Hauptpreis
- 1974 Benjamin Britten
- 1975 Olivier Messiaen
- 1976 Mstislaw Rostropowitsch
- 1977 Herbert von Karajan
- 1978 Rudolf Serkin
- 1979 Pierre Boulez
- 1980 Dietrich Fischer-Dieskau
- 1981 Elliott Carter
- 1982 Gidon Kremer
- 1983 Witold Lutosławski
- 1984 Yehudi Menuhin
- 1985 Andrés Segovia
- 1986 Karlheinz Stockhausen
- 1987 Leonard Bernstein
- 1988 Peter Schreier
- 1989 Luciano Berio
- 1990 Hans Werner Henze
- 1991 Heinz Holliger
- 1992 H. C. Robbins Landon
- 1993 György Ligeti
- 1994 Claudio Abbado
- 1995 Sir Harrison Birtwistle
- 1996 Maurizio Pollini
- 1997 Helmut Lachenmann
- 1998 György Kurtág
- 1999 Arditti-Quartett
- 2000 Mauricio Kagel
- 2001 Reinhold Brinkmann
- 2002 Nikolaus Harnoncourt
- 2003 Wolfgang Rihm
- 2004 Alfred Brendel
- 2005 Henri Dutilleux
- 2006 Daniel Barenboim
- 2007 Brian Ferneyhough
- 2008 Anne-Sophie Mutter
- 2009 Klaus Huber
- 2010 Michael Gielen
- 2011 Aribert Reimann
- 2012 Friedrich Cerha
- 2013 Mariss Jansons
- 2014 Peter Gülke
- 2015 Christoph Eschenbach
- 2016 Per Nørgård
- 2017 Pierre-Laurent Aimard
- 2018 Beat Furrer
- 2019 Rebecca Saunders
- 2020 Tabea Zimmermann
- 2021 Georges Aperghis
- 2022 Olga Neuwirth
- 2023 George Benjamin
- 2024 Chin Un-suk
- 2025 Simon Rattle

### Förderpreis Komposition
- 1990 Michael Jarrell, George Lopez
- 1991 Herbert Willi, Ensemble Avantgarde
- 1992 Beat Furrer, Benedict Mason
- 1993 Silvia Fómina, Param Vir
- 1994 Hans-Jürgen von Bose, Marc-André Dalbavie, Luca Francesconi
- 1995 Gerd Kühr, Philippe Hurel
- 1996 Volker Nickel, Rebecca Saunders, Renner Ensemble Regensburg
- 1997 Moritz Eggert, Mauricio Sotelo
- 1998 Antoine Bonnet, Claus-Steffen Mahnkopf
- 1999 Thomas Adès, Olga Neuwirth
- 2000 Hanspeter Kyburz, Augusta Read Thomas, Andrea Lorenzo Scartazzini
- 2001 Isabel Mundry, André Werner, José María Sánchez Verdú
- 2002 Mark Andre, Jan Müller-Wieland, Charlotte Seither
- 2003 Chaya Czernowin, Christian Jost, Jörg Widmann
- 2004 Fabien Lévy, Johannes Maria Staud, Enno Poppe
- 2005 Sebastian Claren, Philipp Maintz, Michel van der Aa
- 2006 Jens Joneleit, Alexander Muno, Athanasia Tzanou
- 2007 Vykintas Baltakas, Markus Hechtle
- 2008 Dieter Ammann, Márton Illés, Wolfram Schurig
- 2009 Francesco Filidei, Miroslav Srnka, Lin Yang
- 2010 Pierluigi Billone, Arnulf Herrmann, Oliver Schneller
- 2011 Steven Daverson, Hèctor Parra, Hans Thomalla
- 2012 Luke Bedford, Zeynep Gedizlioğlu, Ulrich Alexander Kreppein
- 2013 David Philip Hefti, Samy Moussa, Marko Nikodijević
- 2014 Simone Movio, Brigitta Muntendorf, Luis Codera Puzo
- 2015 Birke Bertelsmeier, Mark Barden, Christian Mason
- 2016 Milica Djordjević, David Hudry, Gordon Kampe
- 2017 Michael Pelzel, Simon Steen-Andersen, Lisa Streich
- 2018 Clara Iannotta, Timothy McCormack, Oriol Saladrigues
- 2019 Annesley Black, Ann Cleare, Mithatcan Öcal
- 2020 Catherine Lamb, Francesca Verunelli, Samir Amarouch
- 2021 Mirela Ivičević, Yair Klartag, Malte Giesen
- 2022 Benjamin Attahir, Naomi Pinnock, Mikel Urquiza
- 2023 Sara Glojnarić, Alex Paxton, Eric Wubbels
- 2024 Bára Gísladóttir, Daniele Ghisi, Yiqing Zhu
- 2025 Ashkan Behzadi, Bastien David, Kristine Tjøgersen

### Förderpreis Ensemble
- 2020/21 Riot Ensemble
- 2020/21 Synaesthesis
- 2021/22 Explore Ensemble
- 2021/22 Spółdzielnia Muzyczna
- 2023 Ekmeles
- 2023 NAMES
- 2024 Broken Frames Syndicate
- 2024 Frames Percussion
- 2025 Tacet(i) Ensemble
- 2025 lovemusic Collective